# نوویه یابالاکلی
نوویه یابالاکلی (انگلیسی: Novye Yabalakly) یک شهرک در شهرستان چیشمینسکی در استان باشقیرستان کشور روسیه است.